# Margarida de Oingt

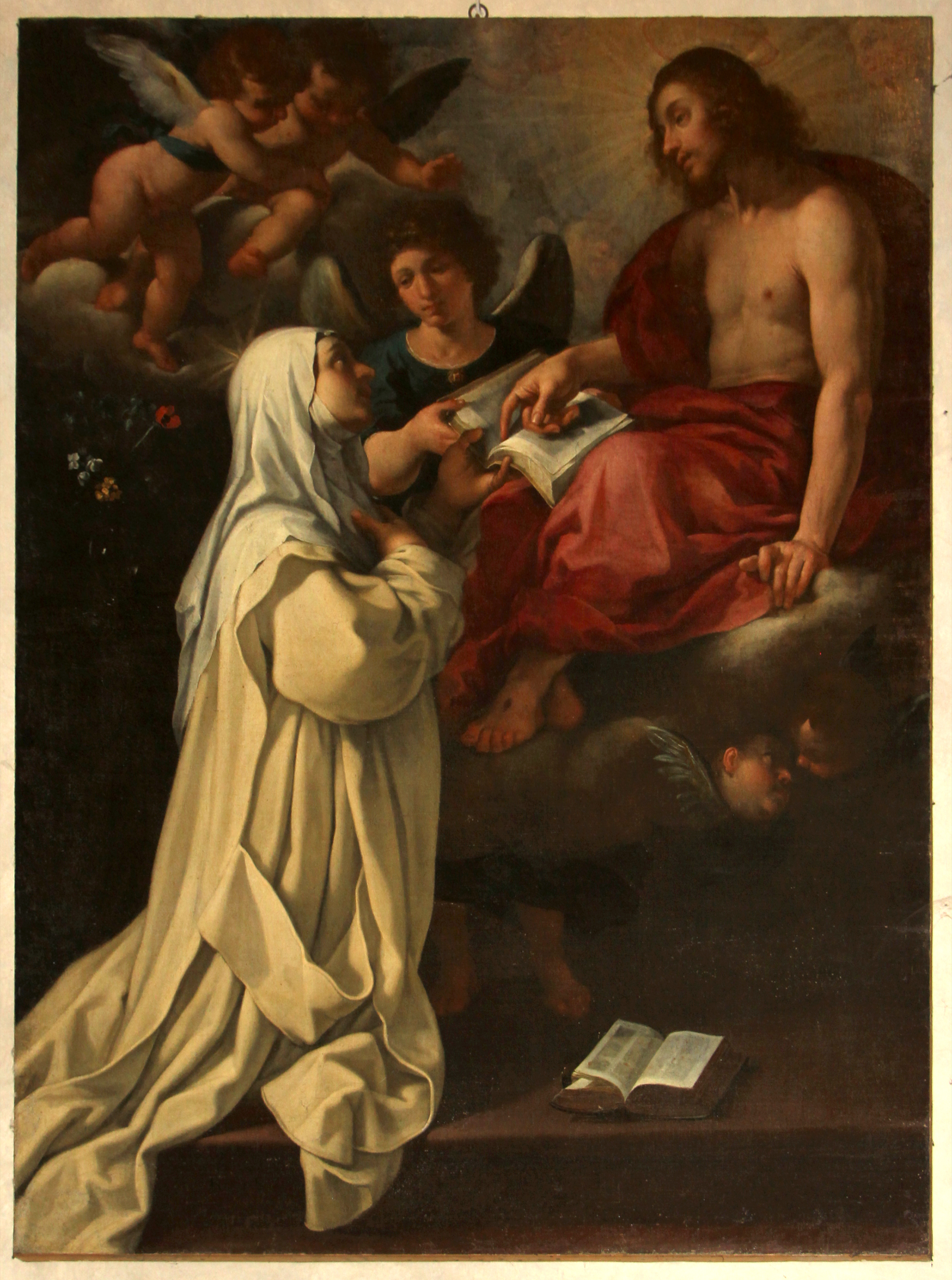
la beata Margherita d'Oyngt por Rutilio Manetti (1618) na Cartuxa de Florença

Margarida de Oingt (provavelmente 1240 – 11 de fevereiro de 1310) foi uma freira cartuxa francesa e mística célebre. Ela também foi uma das primeiras escritoras identificadas da França. 

## Vida
Margarida nasceu na família localmente poderosa dos senhores de Oingt em Beaujolais, que se extinguiu em 1382 por falta de herdeiros do sexo masculino. Ingressou na Ordem dos Cartuxos como freira, e em 1288 tornou-se a quarta prioresa da Cartuxa de Poletains,  perto de Mionnay nos Dombes, fundada em 1238 por Margarida de Bâgé  para freiras que desejavam viver de acordo com o costume de os cartuxos até onde se pensava então possível para as mulheres. Margarida d'Oingt também foi uma conhecida mística de sua época, contemporânea de Filipe IV e do Papa Clemente V.

## Obras
Junto com Maria de France, Margarida é uma das primeiras mulheres escritoras na França de que sobrevive qualquer registro. Ela habitualmente escrevia em latim, do qual seu conhecimento era comparável ao dos clérigos (masculinos) da época. Seu primeiro trabalho, em latim, foi Pagina meditationum ("Meditações") de 1286.
Ela também escreveu dois longos textos em franco-provençal, as primeiras obras sobreviventes nessa língua: Li Via seiti Biatrix, virgina de Ornaciu, a vita da Beata Beatriz de Ornacieux, também freira cartuxa; e Speculum ("O Espelho").
O Papa Bento XVI discutiu a espiritualidade de Margarida e citou seus escritos na audiência geral de 3 de novembro de 2010. 

## Traduções
- The Writings of Margaret of Oingt, Medieval Prioress and Mystic. Trans., intro., and notes by Renate Blumenfed-Kosinki. Newburyport, MA: Focus Information Group, Inc., 1990.